# Kazimierz Pytko
Kazimierz Pytko (ur. 1957) – polski dziennikarz, publicysta i podróżnik, z wykształcenia politolog.
W latach 1991–1993 pracował w tygodniku Wprost, a w latach 1993-2000 zastępca redaktora naczelnego miesięcznika Sukces. W tym okresie zamieszczał również teksty w Życiu Warszawy. Od 2000 redaktor naczelny miesięcznika Życie Handlowe, a także stały współpracownik Focusa.
Jego teksty ukazywały się w Przeglądzie Tygodniowym i Życiu Gospodarczym.
Laureat Nagrody Kisiela z 1990.

## Książki
- W co wierzą sławni ludzie (2012)[2]